# Fátima Hamed Hossain
Fátima Hamed Hossain   (Ceuta, 23 de febrer de 1978) és una advocada i política ceutina. És diputada de l'Assemblea de Ceuta i portaveu del partit regionalista Moviment per la Dignitat i la Ciutadania. D’aquesta manera Fátima esdevé la primera dona musulmana a liderar un grup polític en el parlament autonòmic.